# 孤立语言
孤立语言，一般指与其他任何语言不存在亲属关系的自然语言，无法分类到任何已知公認语系中。被劃分為孤立語言的語言有：巴斯克语、凱特語、布魯夏斯基語、尼夫赫語、阿伊努語、海達語、普雷佩查語、瓦奧語、皮拉罕语、埃蘭語、苏美尔语等。有人認為韓語是孤立語言，濟州語是韓語的方言。 有人認為日語也是孤立語言，琉球語是日語的方言。
孤立语言可以看做特殊的未分类语言，即使努力研究仍未分类。如果研究出了成果，以前认为是孤立的语言可能不再孤立，如澳大利亚北部曾划分为孤立语言的Yanyuwa語，现在划分到帕馬-恩永甘語系。
与通常所说的“孤立语言”不同，有些语言是相对孤立的。比如说，阿尔巴尼亚语、亚美尼亚语、希腊语等属于“印欧孤立语言”，它们虽然属于印欧语系，但与印欧语系内其他语言不同，并不属于印欧语系中的任何一个分支，而是独立成为一个体系。不过，通常情况下的孤立语言都是指绝对孤立语言。
需要注意，“孤立语言”与“孤立语”（又称分析语或词根语）不同，前者是从语言分类的角度上来描述一种语言，而后者则是指没有时态和格变化的语言，是语言本身的一种特性。两者不应混淆。

## 外部連接
- Ethnologue's list of language isolates

## 参阅
- 语言系属分类